# 大韶
大韶，简称韶，又称九韶、箫韶、九招等，是舜的樂舞，也是古代著名的六代乐舞之一。因其有九章故名九韶。传说为乐师夔（一说质）所作。《夏·本纪》说：“舜德大明，于是夔行乐，祖考至，群后相让，鸟兽翔舞，箫韶九成，凤凰来仪，百兽率舞。”《史记·五帝本纪》记载这种音乐可以“致异物，凤皇来翔”。此后，天下人民都以九韶乐为宗主作为祭祀山川神主的乐章。今一般认为起源于东夷（齐地）俗乐，周朝定为宫廷祭祀乐舞之一。經過歷代加工整理，成為後世文舞的代表作。《论语·八佾》载孔子觀後讚其：“尽美矣，又尽善也”。